# Pro-Música Brasil
Pro-Música Brasil dawniej Associação Brasileira dos Produtores de Discos (ABPD) – oficjalny oddział International Federation of the Phonographic Industry dotyczący brazylijskiego rynku fonograficznego. Pro-Música Brasil odpowiedzialny jest za zestawienia najpopularniejszych albumów i singli w Brazylii, a także za wydawanie nagród certyfikacji uzyskiwanych w wyniku sprzedaży płyt.
Nagrody w postaci złotych, platynowych oraz diamentowych płyt przyznawane są od 1990 roku.
W 2016 roku Associação Brasileira dos Produtores de Discos został przemianowany na Pro-Música Brasil. 

## Certyfikaty sprzedaży
Przed 1990 rokiem w Brazylii nie certyfikowano sprzedaży płyt. Na przestrzeni lat poziomy certyfikacji kształtowały się następująco:
| Certyfikat | Do 2003   | 2004-2005 | 2006-2009 | Od 2010 |
| ---------- | --------- | --------- | --------- | ------- |
| Złoto      | 100 000   | 50 000    | 50 000    | 40 000  |
| Platyna    | 250 000   | 125 000   | 100 000   | 80 000  |
| 2x Platyna | 500 000   | 250 000   | 200 000   | 160 000 |
| 3x Platyna | 750 000   | 375 000   | 300 000   | 240 000 |
| Diament    | 1 000 000 | 500 000   | 500 000   | 300 000 |

| Certyfikat | Do 2005 | Od 2006 |
| ---------- | ------- | ------- |
| Złoto      | 25 000  | 25 000  |
| Platyna    | 50 000  | 50 000  |
| 2x Platyna | —       | 100 000 |
| 3x Platyna | —       | 150 000 |
| Diament    | 100 000 | 250 000 |

| Certyfikat | Do 2000   | 2001-2005 | 2006-2009 | Od 2010 |
| ---------- | --------- | --------- | --------- | ------- |
| Złoto      | 100 000   | 50 000    | 30 000    | 20 000  |
| Platyna    | 250 000   | 125 000   | 60 000    | 40 000  |
| 2x Platyna | 500 000   | 250 000   | 120 000   | 80 000  |
| 3x Platyna | 750 000   | 375 000   | 180 000   | 120 000 |
| Diament    | 1 000 000 | 500 000   | 250 000   | 160 000 |

| Certyfikat | Do 2005 | Od 2006 |
| ---------- | ------- | ------- |
| Złoto      | 25 000  | 15 000  |
| Platyna    | 50 000  | 30 000  |
| 2x Platyna | —       | 60 000  |
| 3x Platyna | —       | 90 000  |
| Diament    | 100 000 | 125 000 |

### Wydawnictwa cyfrowe
Od listopada 2008 roku sprzedaż mediów cyfrowych jest również certyfikowana przez Pro-Música Brasil z następującymi poziomami sprzedaży:
- Złoto: 50 000
- Platyna: 100 000
- Diament: 500 000